# I’d Die Without You
«I’d Die Without You» (с англ. — «Я умру без тебя») — песня американской хип-хоп-группы P.M. Dawn, впервые появившаяся на саундтреке к фильму «Бумеранг» 1992 года с Эдди Мерфи в главной роли и ставшая одной из нескольких песен, попавших в чарты с этого альбома. Позже песня была выпущена на втором альбоме дуэта, The Bliss Album…? (1993), а также на сборнике лучших хитов 2000 года The Best of P.M. Dawn.
Песня «I’d Die Without You» была выпущена в сентябре 1992 года в качестве третьего сингла из саундтрека к фильму «Бумеранг». В 1992 году он занял третье место в американском чарте Billboard Hot 100 и второе место в чартах Billboard Top 40/Mainstream и Top 40/Rhythm-Crossover. В ноябре 1992 года Американская ассоциация звукозаписывающей индустрии (RIAA) присвоила песне золотой сертификат за продажу более 500 000 копий. На международном уровне сингл занял 10-е место в Канаде и вошел в топ-50 в Австралии, Новой Зеландии и Великобритании.

## Отзывы
Конни Джонсон из Los Angeles Times назвала «I’d Die Without You» одним из «лучших треков» группы, отметив, что он «раскрывает нежную, эмоциональную чувствительность парня». Стив Сазерленд из New Musical Express написал: «Здесь есть завязка на движение (Boomerang, новый Эдди Мерфи), так что есть все шансы, что „I’d Die Without You“ станет хитом. Во всяком случае, он этого заслуживает. Это круто. Сплетённая, вязкая, сосредоточенная, не суетливая — какое удовольствие слышать песню, которая не торопится и которой наплевать на пульс и клубы. Какое удовольствие услышать сдержанный вокал». Редактор журнала People Magazine назвал песню «душевной» и «изысканной».

## Список треков
| - Американский 12-дюймовый сингл A1. «I’d Die Without You» (extended Jeep mix) — 4:42 A2. «I’d Die Without You» (remix dub) — 5:10 B1. «I’d Die Without You» (remix instrumental) — 4:15 B2. «I’d Die Without You» (extended remix radio edit) — 4:15 - Американский CD и кассетный сингл 1. «I’d Die Without You» (extended remix radio edit) — 4:15 2. «I’d Die Without You» (extended Jeep mix) — 4:42 3. «I’d Die Without You» (remix dub) — 5:10 4. «I’d Die Without You» (remix instrumental) — 4:15 5. «I’d Die Without You» (album version) — 4:11 - Американский и Канадский кассетный сингл 1. «I’d Die Without You» (radio edit) 2. «On a Clear Day» (radio edit) | - Британский 7-дюймовый и кассетный сингл 1. «I’d Die Without You» 2. «On a Clear Day» (HEvian mix) - Британский 12-дюймовый сингл A1. «I’d Die Without You» B1. «On a Clear Day» (extended) B2. «On a Clear Day» (7-inch remix) - Британский, Австралийский и Японский CD-сингл 1. «I’d Die Without You» 2. «On a Clear Day» (HEvian mix) 3. «On a Clear Day» (HEvian club mix) 4. «I’d Die Without You» (LP version) |

## Чарты

### Еженедельные чарты
| Чарт (1992—1993)                        | Высшая позиция |
| --------------------------------------- | -------------- |
| Австралия (ARIA)                        | 42             |
| Канада (RPM Top Singles)                | 10             |
| Европа (Eurochart Hot 100)              | 84             |
| Европа (European Dance Radio)           | 15             |
| Германия (GfK)                          | 85             |
| Исландия (Íslenski Listinn Topp 40)     | 40             |
| Нидерланды (Dutch Top 40 Tipparade)     | 8              |
| Нидерланды (Single Top 100)             | 53             |
| Новая Зеландия (Recorded Music NZ)      | 38             |
| Великобритания (OCC UK Singles)         | 30             |
| Великобритания UK Dance (Music Week)    | 41             |
| США Billboard Hot 100                   | 3              |
| США Hot R&B Singles (Billboard)         | 16             |
| США Top 40/Mainstream (Billboard)       | 2              |
| США Top 40/Rhythm-Crossover (Billboard) | 2              |

## Сертификации
| Регион                                                      | Сертификация | Продажи  |
| ----------------------------------------------------------- | ------------ | -------- |
| США (RIAA)                                                  | Золотой      | 500 000^ |
| ^ Данные о тиражах приведены только на основе сертификации. |              |          |